# Faieto
Faieto is een plaats (frazione) in de Italiaanse gemeente Teramo.